# Златни караш
Златни караш (лат. Carassius auratus) је риба са коштаним скелетом, кошљориба, а према савитљивим коштаним жбицама у перајима припадају мекоперкама. Заједно са шараном, девериком, мреном и многим другим рибама наших слатких вода образује породицу шарана. Такође, златни караш је једна од првих припитомљенијих риба, па је често узгајана у акваријумима.

## Општи подаци
- Латински назив: Carassius auratus
- Локални називи: Златни караш
- Макс. дужина: 45
- Макс. маса: 1,5
- Време мреста: од маја до јуна

## Историја
Порекло златне рибице води из источне Азије, али први пут је селективно узгајана у древној Кини пре више од 1.000 година. Од тада до данас узгојено је неколико различитих врста. У почетку су узгајане као храна за рибе. Временом је примећено да обичне сребрне и бронзане рибе имају склоност ка мутацији у црвено-наранџасте. За време владавине династије Танг (618-907) било је популарно узгајање златног караша у украсним рибњацима и акваријумима. У Јапан је донесена 1603. године, а у Португалију осам година касније. Одатле је распрострањена у све делове Европе. Средином 19. векаа нашла је станиште и у Северној Америци. Своје место нашле су у кинеској уметности, а у јужној Европи су сматране за симбол радости и среће.

## Навике, станиште, распрострањеност
Златни караш насељава тихе и топле низијске воде, мртваје, баре, рукавце, ритове, језера обрасла воденим биљем, канале, акумулације и уопште воде са муљевитим и глиновитим дном. Највише му одговарају услови у којима живи шаран. Доста добро подноси недостатак кисеоника у води. Златни караш живи на дну где се и храни ситним животињама и деловима биљака. У току лета се храни интензивније док зими потпуно престаје са узимањем хране. У водама које се зими потпуно леде, преживљава захваљујући својој телесној излучевини која се не леди, а обезбеђује влажност коже.

## Биологија

### Таксономија
Постојала је значајна дебата о таксономији златне рибице. Раније се веровало да је златна рибица подврста караша (Carassius carassius), или бабушке (Carassius gibelio). Међутим, модерно генетско секвенцирање сугерише другачије, наиме да су модерне златне рибице припитомљени варијетети C. auratus који су пореклом из јужне Кине. C. auratus се разликују од других Carassius врста по неколико карактеристика. C. auratus имају шиљатију њушку, док је њушка C. carassius добро заобљена. C. gibelio често има сивкасто/зеленкасту боју, док су караши увек златно бронзани. Млади караши имају црну мрљу на дну репа, која са годинама нестаје. Код C. auratus, ова репна тачка никада није присутна. C. auratusма мање од 31 љуске дуж бочне линије, док караши имају 33 љуске или више.
Златна рибица може да се хибридизује са неким другим Carassius врстама шарана. Јапански шаран и обични шаран се такође могу укрштати са златним рибицама да би произвели стерилне хибриде.

### Величина
Када се држе у малим затвореним акваријумима, златне рибице имају тенденцију да остану дугачке око 2,5 cm до 5,1 cm. Златне рибице могу постати веће ако се преместе у веће акваријуме, али обично не нарасту дуже од 15 cm. У отвореним језерцима и у дивљини златне рибице могу нарасти до око 36 cm.
Према подацима из априла 2008, Би-Би-Си наводи да највећа златна рибица на свету мери 48 cm, и живи у Холандији. У то време, златна рибица по имену „Голди”, држана као кућни љубимац у резервоару у Фолкстону у Енглеској, била је измерена као 38 cm и преко 0,91 kg, и именована је као друга по величини на свет иза холандске рибе. Секретар Федерације британских водених друштава (FBAS) је изјавио о Голдијевој величини: „Мислим да вероватно постоји неколико већих златних рибица о којима људи не мисле као о рекордерима, можда у украсним језерима”. У јулу 2010. године, златна рибица величине 41 cm и 2,3 kg ухваћена је у рибњаку у Пулу у Енглеској, за коју се сматрало да је тамо напуштена пошто је прерасла акваријум. Дана 16. новембра 2020, златна рибица од 38 cm тешка 4,1 kg пронађена је у језеру од 6,5 ha у Гринвилу, Јужна Каролина, док је вршено истраживање популације Оук Гров језера.

### Вид
Златне рибице имају једно од најпроученијих чула вида код риба. Златне рибице имају четири врсте конусних ћелија, које су осетљиве на различите боје: црвену, зелену, плаву и ултраљубичасту. Способност разликовања између четири различите примарне боје их класификује као тетрахромате.

### Слух
Златне рибице имају једно од најпроученијих чула слуха код риба. Оне имају два отолита, који омогућавају детекцију кретања звучних честица, и Веберове кошчице које повезују пливачку бешику са отолитима, олакшавајући детекцију звучног притиска.

## Опис и грађа
Златни караш има здепасто тело, а зависно од пасмине може бити дуго од 13 до 45 cm. Красе га светло беличасто, сивкасто, жућкаста леђа, бокови сребрнасти, а понекад са зеленим или црвенкасто жутим преливима. Пераја су црвенкасто сива. Уста мала без брчића. Заједничко им је високо, са страна спљоштено тело покривено крупним и чврсто усађеним крљуштима. Леђна пераја је веома дуге основе (14-21 жбица), а подрепна кратка (5-8). Прва жбица и једног и другог пераја је снажна и назубљена. Уста су терминална и без бркова, а ждрелни зуби су високи, спљоштени и једноредни. Боја тела и пераја им може значајно варирати па се ништа уопштено не може рећи. То зависи од количине светлости коју добијају у простору. Уколико се узгајају у рибњацима или акваријумима без довољно светлости имаће бледе боје, док оне које су изложене сунчевим зрацима имају интензивније боје. 
У априлу 2008. године, енглески Би-Би-Си је објавио причу о највећој златној рибици на свету дугој 48 cm, са стаништем у Холандији.

## Размножавање
Златни караш се може размножавати ако има правилну прехрану и довољно воде у простору у којем борави. Пари се најчешће у пролеће, у мају и јуну са променом температуре. У току парења мужјаци пливају у групи од 2-3 рибе, након чега се раздвајају и иду ка женкама. Женка златног караша избацује бело-жућкасту икру на биљке, које мужјак касније оплоди. Женка положи око 300.000 комада јајашаца на подводном биљу. Неке од јајашаца поједу одрасле јединке пре него се излегу.

## Варијетети
Акваристе је одувек одушевљавала ванредна могућност укрштања риба рода Carassius. Укрштањем златног караша (Carassius auratus) и обичног, сребрнастог караша (Carassius carassius), добијени су следећи варијетети:
- Телескоп  има кратко, сабијено тело веластих пераја. Карактеристичне су огромне очи, од озледа заштићене танком превлаком. Боја рибе варира од златножуте до црне.
- Небеско око је варијетет сличан телескопу, огромних очију окренутих према горе. Репно пераје је тространо и личи на лепезу.
- Златна риба са веловима је варијетет кратког, здепастог тела и мале главе. Леђно пераје је широко и усправно, док су остала прозирна и дугачка, услед чега висе са рибе. Боја тела овога варијетета варира од златножуте до црвено-рубинске.
- Комета је варијетет чије се тело одликује златножутим крљуштима и врло дугих, широко расечених репних пераја.
- Лавља глава је атрактиван варијетет кратке главе, оивичене дебелим кожним наборима који подсећају на гриву лава.
- Шубункин је сличан комети, од које се разликује прозрачним крљуштима различитих боја.

Варијетети пуштени у природу не живе дуго, управо због дугих пераја који их чине лепима, али их спречавају у брзом пливању. Ипак, већина преживи довољно дуго да се мрести са домаћим, дивљим шаранима. Тако се неретко могу уловити потомци златних рибица који поседују неке њихове одлике, а који су, као и чистокрвне златне рибице, и даље јестиви. У задње време добијено је много нових варијетета, који се међусобно разликују по облику пераја и боји крљушти. Неки варијетети не подносе добро хладну воду као обични караши, у њој губе боју или угибају. Занимљиво је да рибе које живе у потпуном мраку такође губе боју и постају беле.